# استبدال المصفوفة

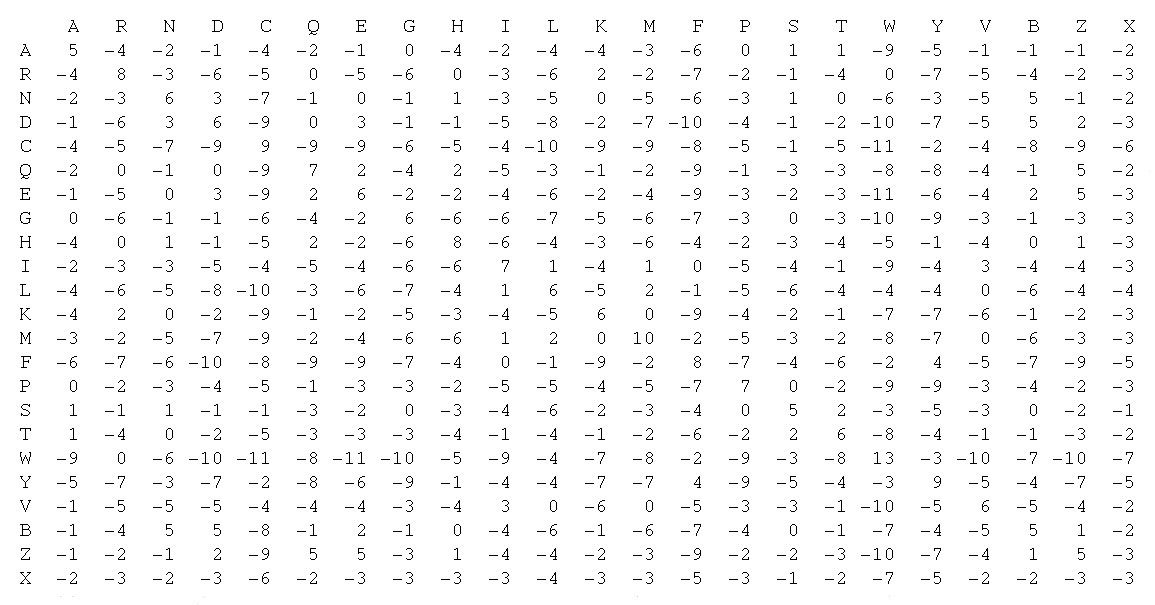
صورة نموذجية لجدول مصفوفة

استبدال الحشوة (النسيج الغذائي) في المعلوماتية الحيوية والبيولوجيا التطورية، تصف مصفوفة الاستبدال المعدل الذي تتغير فيه إحدى الحروف في السلسة إلى حالات الأحرف الأخرى بمرور الوقت.
عادة ما يتم النظر إلى مصفوفات الاستبدال في سياق محاذاة سلسلة الحمض الأميني أو الحمض النووي، حيث يعتمد التشابه بين المتواليات على وقت التباعد ومعدلات الاستبدال كما هو موضح في المصفوفة.
في عملية التطور، من جيل إلى آخر، تتغير تسلسلات الأحماض الأمينية لبروتينات الكائن الحي تدريجيا من خلال تحور طفرات الدنا. 
على سبيل المثال، التسلسل على مدى فترة أطول من الزمن التطوري. كل الاحماض الأمينية هي أكثر أو أقل احتمالا للتحور إلى مختلف الأحماض الأمينية الأخرى. على سبيل المثال، من المرجح أن يتم استبدال بقايا ماء مثل الأرجينين بآخر محبب للماء مثل الجلوتامين، من أن يتم تحوره إلى بقايا مسعور مثل الليوسين. (هنا، تشير المادة المتبقية إلى حمض أميني تم تجريده من الهيدروجين و / أو مجموعة الهيدروكسيل وإدخاله في السلسلة البوليمرية من بروتين.) ويرجع ذلك في المقام الأول إلى التكرار في الشفرة الوراثية، التي تترجم الكودونات المماثلة إلى أحماض أمينية مماثلة. . علاوة على ذلك، فإن تحور حمض أميني إلى بقايا ذات خصائص مختلفة بشكل كبير قد يؤثر على طي و / أو نشاط البروتين. لذلك، يكون هناك عادة ضغط انتقائي قوي لإزالة هذه التحولات بسرعة من السكان.
إذا كان لدينا تسلسلان من الأحماض الأمينية أمامنا، فيجب أن نكون قادرين على قول شيء حول مدى احتمال اشتقاقها من سلف مشترك، أو متماثل. إذا تمكنا من ترتيب التسلسلتين باستخدام خوارزمية ترتيب تسلسل بحيث تكون الطفرات المطلوبة لتحويل تسلسل سلفي افتراضي إلى كل من المتواليات الحالية قابلة للتطبيق من الناحية التطورية، فعندئذ نود تعيين درجة عالية لمقارنة السلاسل..
ولتحقيق هذه الغاية، سنقوم ببناء مصفوفة 20 × 20 حيث يساوي الإدخال احتمالية تحويل الحمض الأميني في كمية معينة مع تطور الوقت، هناك العديد من الطرق المختلفة لبناء مثل هذه المصفوفة تسمى استبدال الحشوة..
وأبسط مصفوفة بديلة ممكنة هي تلك التي يعتبر فيها كل حمض أميني مشابهًا إلى حد بعيد لنفسه، ولكنه غير قادر على التحول إلى أي حمض أميني آخر.
ستنجح تحديد هوية النسيج الغذائي هذه في محاذاة تسلسلات متشابهة من الأحماض الأمينية المتشابهة ولكنها ستكون بائسة عند محاذاة تسلسلين متصلين بعيدًا. نحن بحاجة لمعرفة جميع الاحتمالات بطريقة أكثر صرامة. وتبين أن إجراء فحص تجريبي للمتسلسلات المتحاذية السابقة أفضل ما يمكن.
نعبر عن احتمالات التحول في ما يسمى درجات الأرجحية
الامتدادات والتحسينات
تم تطوير العديد من مصفوفات الاستبدال المتخصصة التي تصف معدلات استبدال الأحماض الأمينية في سياقات هيكلية أو تسلسلية محددة، كما هو الحال في خيرات ألفا عبر الغشاء، لمجموعات حالات البنية الثانوية وحالات الوصول إلى المذيبات، أو لسياقات البنية التسلسلية المحلية. تؤدي مصفوفات الاستبدال الخاصة بسياق معين إلى تحسين جودة المحاذاة بشكل عام عند بعض تكلفة السرعة ولكنها لا تستخدم على نطاق واسع بعد. في الآونة الأخيرة، تم اشتقاق تشابهات الأحماض الأمينية المتسلسلة الخاصة بالسياق والتي لا تحتاج إلى مصفوفات بديلة ولكنها تعتمد على مكتبة لسياقات التسلسل بدلاً من ذلك. باستخدام هذه الفكرة، تم توضيح امتداد لسياق برنامج BLAST الشهير لتحقيق تحسين حساسي ذي شقين للتسلسلات المتصلة عن بعد عبر BLAST بسرعة مماثلة (CS-BLAST)..
المصطلح
على الرغم من أن «انتقال الحشوة» غالباً ما تستخدم بالتبادل مع «استبدال الحشوة» في مجالات أخرى غير المعلوماتية الحيوية، فإن المصطلح السابق يمثل إشكالية في المعلوماتية الحيوية. فيما يتعلق بدائل النيوكليوتيد، يستخدم «الانتقال» أيضًا للإشارة إلى تلك البدائل التي توجد بين البيورين ذات الحلقتين (A → G و G → A) أو بين البيريميدينات ذات الحلقة الواحدة (C → T و T → C). ولأن هذه البدائل لا تتطلب تغييرًا في عدد الحلقات، فإنها تحدث بشكل متكرر أكثر من البدائل الأخرى. "Transversion" هو المصطلح المستخدم للإشارة إلى البدائل ذات معدل أبطأ التي تغير البيورين إلى pyrimidine أو العكس بالعكس (A ↔ C ، A ↔ T ، G ↔ C ، و G ↔ T).